# Олександрович Ганна Євгенівна
Ганна Євгенівна Самініна (повне ім'я — Ганна Євгенівна Олександрович) — українська актриса театру та кіно, театральний режисер, педагог викладач Київського національного університету культури та мистецтв (факультет – кінотелемистецтво, спеціальність – актор театру, кіно та телебачення).

## Життєпис
Народилася 8 березня 1972 року у Києві.
Закінчила Київський національний університет театру кіно та ТБ ім. І.К.Карпенко-Карого.

### Кар'єра
З 1998 року знімається у кіно, дебютувавши у ролі Вікі у фільмі «Посмішка звіра». Пізніше виконала ролі у картинах «Попіл Фенікса», «Круч. Пісня довжиною в життя», «Таємничий острів», «Балада про Бомбер», «Балерина», «Кримінальний журналіст», «Мертві лілії» та ін.

## Фільмографія
- 2021 «Кришталеві вершини» (Україна), епізод;
- 2021 «Мертві лілії» (Україна), епізод;
- 2021 «Ляльковий будинок» (Україна), епізод;
- 2021 «Клятва лікаря» (Україна), епізод;
- 2021 «Ігри дітей старшого віку» (Україна), епізод;
- 2021 «Справа тих, хто потопає» (Україна), епізод;
- 2019 «Годинник з зозулею» (Україна), двірник;
- 2019 «Таємниці» (Україна), член опікунської комісії;
- 2019 «Кримінальний журналіст» (Україна), епізод;
- 2019 «Голос ангела», медреєстратор;
- 2018 «Чуже життя» (Україна), епізод;
- 2018 «Найкраще» (Україна), мати;
- 2017-2018 «Будиночок біля моря» (Україна), епізод;
- 2017 «Балерина» (Україна), епізод;
- 2016-2021 «Агенти справедливості» (Україна);
- 2015-2021 «Реальна містика» (Україна);
- 2015-2016 «Маслюки» (Україна);
- 2014 «Швидка допомога» (Україна), Олена Самойлова (12 серія);
- 2014 «Особиста справа» (Україна), Наталія Петрівна Ревуцька - сусідка Савичева;
- 2013 «Онлайн»[1];
- 2012-2013 «Щоденник вагітної жінки[2];
- 2012-2013 «Штучки»;
- 2012 «Порох та дріб» (Росія, Україна), маклер;
- 2012 «Снайпер», Фільм №12;
- 2011 «Добридень Мамо!» (Україна);
- 2011 «Повернення Мухтара-7», бомжиха Валька (39 серія «Нарди»);
- 2011 «Балада про Бомбер» (Україна), епізод;
- 2009 «Чорта з два» (Україна), епізод;
- 2008 «Таємничий острів» (Україна), Жанна;
- 2008 «Абонент тимчасово недоступний» (Україна), пацієнтка;
- 2008 «Веселі усмішки» (Україна)[3];
- 2007 «Якщо ти мене чуєш» (Україна), Вікторія;
- 2006 «Круч. Пісня довжиною у життя», гримерка;
- 2006 «Солодкі сни» (Україна);
- 2005 «Весела хата»;
- 2004 «Я тебе люблю», епізод;
- 2004 «Попел Фенікса» (Росія, Україна), Галина Коврига - дружина Івана;
- 2003 «Весела компанія» (Росія, Україна), Світлана - секретарка Георгія (1-12 серія);
- 2002 «Золота лихоманка» (Україна), Артемідка';
- 1998 «Посмішка звіра» (Україна), Віка.

## Театральні роботи

### Центр сучасного мистецтва ім. Леся Курбаса (м.Київ)
- "Майже як справжні" (за п'єсою Теа Дорна "Марлені. Сталеві прусські діви")

### Театральний Будинки Міленіум
- «8 жінок і...» (за сценарієм Франсуа Озона).